# Familia Hart

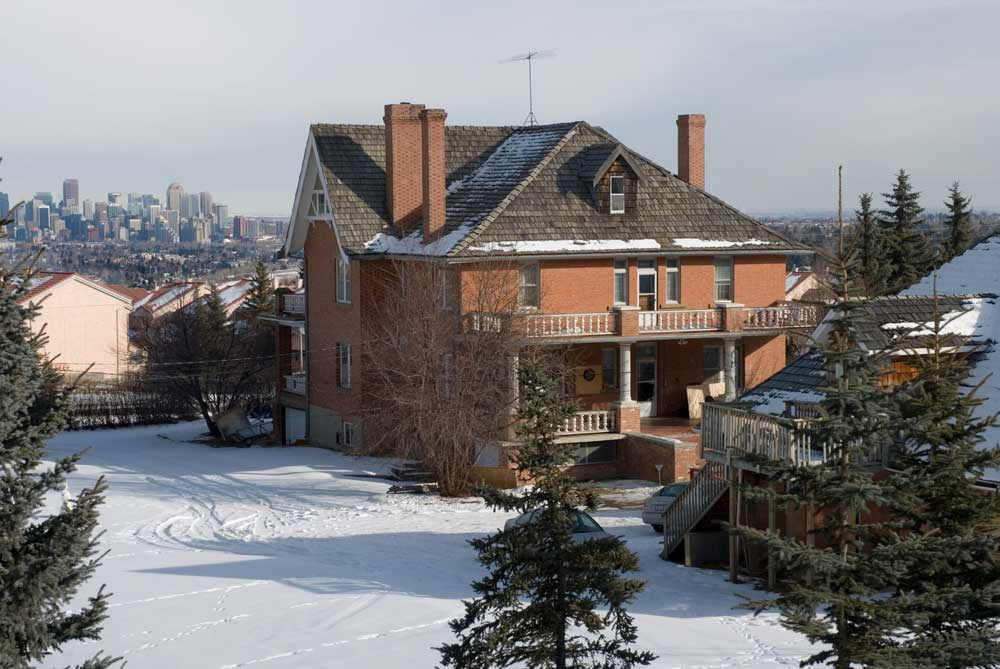
Residencia de los Hart en Calgary.

La familia Hart, a veces conocida como La dinastía Hart, es una familia canadiense conformada en su mayoría de luchadores profesionales. El patriarca de la familia fue la leyenda de la lucha libre Stu Hart (1915–2003). Stu era dueño y operaba su propia promoción de lucha libre, Stampede Wrestling. También entrenó a algunas de las estrellas más conocidas en la historia de la lucha libre profesional, incluidos sus hijos Bret y Owen Hart, Chris Benoit, Edge, Christian, Davey Boy Smith, André the Giant, Superstar Billy Graham, entre otros.
Los ocho hijos de Stu eran luchadores y dos de ellos, los mencionados Bret y Owen, lograron una fama y un éxito considerables en WWE (en ese entonces WWF), con muchas de las historias más importantes a mediados de la década de 1990 en construcción alrededor del stable The Hart Foundation. La familia está estrechamente asociada con Canadá en el panorama de la lucha libre norteamericana y su herencia canadiense a menudo se ha enfatizado en las historias de la lucha libre, incluso hasta el punto de una oposición abierta a la cultura estadounidense.

## Historia
Stu Hart era un luchador experimentado que tuvo muchos campeonatos nacionales. Varios de sus hijos tenían experiencia en la lucha libre amateur. Con Bret y Owen considerados sobresalientes cuando eran jóvenes. Conor y Stewart Hart, dos de los hijos de Keith Williams se dedicaron a la lucha libre amateur, Conor lo hizo en la Universidad de Calgary y Stewart ganó una medalla en el campeonato de su escuela. Stu se involucró con la lucha libre después de retirarse de su carrera con los Edmonton Elks de la Canadian Football League, y comenzó a promover la lucha libre en 1948 y operó Stampede Wrestling hasta que se la vendió a Vince McMahon en 1984. En 1985, sin embargo, decidió revivir la promoción, que permaneció en funcionamiento hasta diciembre de 1989. Bruce y Ross Hart lo recuperaron en 1999 y sigue activo en la actualidad.
Bret Hart, considerado por muchos analistas como la principal estrella canadiense en la lucha libre profesional, ha ganado la mayor cantidad de títulos que cualquier miembro de la familia. Ganó su primer título en la World Wrestling Federation mientras formaba equipo con su cuñado Jim Neidhart (esposo de Ellie Hart) para formar The Hart Foundation. Tuvieron una rivalidad con The British Bulldogs (Davey Boy Smith —esposo de Diana Hart— y Dynamite Kid —esposo de la cuñada de Bret—). El 26 de enero de 1987, Hart y Neidhart derrotaron a los Bulldogs para ganar el Campeonato en Parejas de WWF. Después de que The Hart Foundation se separó, Owen Hart comenzó a formar equipo con Neidhart como The New Foundation. Bret pasó a tener una carrera exitosa como luchador individual, ganando el Campeonato de WWF en cinco ocasiones.
La conexión familiar desempeñó un papel en dos importantes historias de WWF. Cuatro de los hermanos Hart (Bret, Owen, Keith y Bruce) formaron un equipo en Survivor Series 1993. La animosidad comenzó a construirse entre Bret y Owen, cuando en el Royal Rumble de 1994, el segundo traicionó al primero durante un combate por equipos. Esto condujo a una rivalidad entre los dos con Neidhart estando del lado de Owen, mientras que Smith se puso del lado de Bret. El feudo culminaría cuando Owen le costó a Bret el Campeonato de WWF. Mientras Bret defendía el título contra Bob Backlund en Survivor Series de 1994, Owen engañó a su madre Helen para que arrojara una toalla al ring para indicar que Bret no podía seguir el combate.
Varios años después, The Hart Foundation se formó nuevamente, esta vez como un stable de luchadores antiestadounidenses. Bret y Owen se reconciliaron y se les unieron Neidhart, Smith y Brian Pillman (Pillman no estaba relacionado, pero se había entrenado con la familia Hart y era un amigo de ellos). En el evento In Your House: Canadian Stampede celebrado en Calgary el 6 de julio de 1997, The Hart Foundation vencieron al equipo de Stone Cold Steve Austin, Ken Shamrock, Goldust y The Legion of Doom. No obstante, 1997 sería el año en que Bret dejaría la empresa tras el incidente conocido como la Traición de Montreal en Survivor Series y dos años más tarde en 1999 en el evento Over the Edge, Owen falleció luego de que el arnés con el que iba a ser su entrada como "The Blue Blazer" se rompiera, cayendo desde una altura de 27 pies. Estos dos sucesos han hecho que Bret y parte de su familia (incluso la viuda de Owen), se distanciaran de WWE hasta su regreso en un episodio de Raw en 2010.
Tres de los nietos de Stu y Helen Hart han comenzado carreras en la lucha libre profesional. Nattie Neidhart —hija de Ellie y Jim— entrenó en Calgary y posteriormente firmó para WWE en 2007, donde sería la primera mujer de la familia que gana un título, al obtener el Campeonato de Divas en el evento Survivor Series 2010. Natalya continuaría teniendo una de las carreras más prolíficas de cualquier fémina en la historia de WWE, teniendo la mayor cantidad de combate en la historia de la empresa y la única que se ha mantenido por más de 15 años en competición. Harry Smith—hijo de Diana y Davey Boy Smith— también luchó para WWE, bajo el nombre de David Hart Smith. Y por último Teddy Hart, —hijo de Georgia Hart y BJ Annis—, que también ha competido en WWE, siendo liberado más tarde.
A mediados y finales de los años 90, Harry Smith, Tedd, TJ Wilson y su hermano Matthew entrenaban juntos. Más tarde, Matthew lucharía junto con Wilson, Smith y su hermano antes de morir de una enfermedad carnívora en 1996.
Los hermanos Mike y Matt Herweg, dos de los hijos de Smith Hart, comenzaron una carrera en la lucha libre profesional cambiando su apellido de Herweg por el de Hart. Matt ganó su primer título como luchador el 15 de diciembre de 2017 para la promoción Real Canadian Wrestling.

## Miembros
En negrita, miembro sobreviviente. Actualmente, nueve de los doces hijos de Stu y Helen Hart están vivos.
- Stewart Edward «Stu» Hart (3 de mayo de 1915 - 16 de octubre de 2003), patriarca de la Familia Hart, luchador, entrenador de mazmorras y fundador de Stampede Wrestling.
- Helen Louise Smith Hart (16 de febrero de 1924 - 4 de noviembre de 2001), matriarca de la Familia Hart. Estuvo casada con Stu Hart desde el 31 de diciembre de 1947 hasta su muerte. Tuvieron 12 hijos, nacidos entre 1948 y 1965, como se indica a continuación. Como dato curioso, Helen originalmente quería tener 15 hijos, pero no pudo por razones meramente médicas.
  - Smith Stewart (28 de noviembre de 1948 - 2 de julio de 2017), luchador profesional, promotor y booker.
  - Bruce Ambrose Edwardious (n. 13 de enero de 1950), luchador profesional retirado y booker.
  - Keith William (n. 21 de agosto de 1951), luchador profesional retirado.
  - Wayne Curtis Michael (n. 19 de noviembre de 1952), exluchador profesional y árbitro.
  - Dean Harry Anthony (3 de enero de 1954 - 21 de noviembre de 1990), exluchador profesional y árbitro.
  - Elizabeth «Ellie» Patricia (n. 4 de febrero de 1955), ha hecho varias apariciones en WWF/E, incluyendo el reality show Total Divas.
  - Georgia Louise (n. el 21 de mayo de 1956), hizo varias apariciones en WWF/E.
  - Bret Sergeant (n. el 2 de julio de 1957), luchador profesional retirado.
  - Alison Joan (n. el 18 de julio de 1958), hizo varias apariciones en WWF/E.
  - Ross Lindsay (n. el 3 de enero de 1960), luchador profesional retirado, entrenador, booker y promotor.
  - Diana Joyce (n. el 8 de octubre de 1963), participó en storylines de WWF/E en los años 90 y ha escrito varios libros relacionados con la lucha libre.
  - Owen James (7 de mayo de 1965 - 23 de mayo de 1999), luchador profesional.

### Suegros y nietos
- Smith tuvo seis hijos, cuatro de los cuales son biológicos, las hijas Tobi McIvor con una mujer llamada Marla Josephson, y Satania Hart (6 de marzo de 1985 - 14 de marzo de 2022) con su esposa Maria Rosado Hart, un hijo Matthew Herweg con una mujer llamada Liane Reiger Herweg, y un hijo, Chad Pointen, con una mujer llamada Zo Amber Lee Beattie. Así como los hijastros Steven Jupe y Michael Herweg con Liane Reiger Herweg.

- Bruce tiene cinco hijos en total, tres hijos varones (Bruce Jr. Torrin y Rhett Hart) y dos hijas mujeres (Brit y Lara), con su exesposa Andrea Reding Hart. De 2000 a 2002, mientras Bruce todavía estaba legalmente casado con Andrea, esta estuvo en una relación con el exesposo de Diana Hart, Davey Boy Smith, hasta la muerte de Smith de un ataque al corazón en mayo de 2002. El 27 de diciembre de 2019, Andrea murió a la edad de 52 años.

- Keith tiene tres hijos, Stewart Hart II, Conor Hart y Brock Hart, fruto de su relación con Leslie duBerger Hart. Después de su divorcio, Keith se volvería a casar con otra mujer llamada Joan en 2002.

- Wayne está casado con una mujer llamada Lynn.

- Dean tuvo un hijo con su novia Tammy, una hija llamada Farrah Hart, nacida en abril de 1990.

- Ellie tuvo tres hijas con su esposo, el luchador Jim Neidhart. Jennifer Neidhart, Natalie Neidhart (quien en WWE lucha como Natalya) y Kristen Culbreth. Ellie y Jim se divorciaron en 2001, pero se volvieron a casar en 2010.

- Georgia tuvo cuatro hijos con su esposo, culturista, dueño de un gimnasio, gurú del fitness y luchador Bradley Joseph "BJ" Annis. Edward (más conocido como Teddy Hart), Matthew, Annie y Angela Annis. El 4 de julio de 1996, Matthew se enfermó y se le diagnosticó la enfermedad carnívora fascitis necrosante, muriendo a la edad de 13 años en ese mismo año.

- Bret tiene cuatro hijos con su esposa Julie Smadu Hart: Jade Lambros, Dallas Hart, Alexandra Sabina Hart y Blade Hart. Se divorciaron en 2002. Años después Bret se casó con su segunda esposa, Cinzia Rota, pero se divorciaron en 2007. Bret se casó con su tercera esposa, Stephanie Washington, en 2010.

- Alison Hart tiene dos hijos con su exesposo, el luchador Ben Bassarab, de nombres Lindsay y Brooke B Hart. Después de su divorcio, Bassarab se volvió a casar con otra mujer.

- Diana se casó con Davey Boy Smith y tuvo dos hijos con él, Harry y Georgia Smith. Diana y Davey se divorciaron en 2000. Diana también ha salido con el luchador profesional James Trimble, que ha trabajado para la encarnación de Stampede Wrestling de Ross y Bruce.

- Owen y su esposa Martha tuvieron un hijo, Oje y una hija, Athena. El nombre Oje es un derivado del primer y segundo nombre de Owen, que también era su apodo cuando era más joven. En el momento de la muerte de Owen en mayo de 1999, él y Martha planeaban tener un tercer hijo.

- Los tres hijos de Tom Billington (aka Dynamite Kid) y Michelle Smadu Billington, un hijo llamado Marek y dos hijas llamadas Bronwyne Jewel y Amaris Jayne, se cuentan entre los nietos de Hart, ya que sus padres eran considerados parte de la Familia Hart. Esto en gran parte debido al gran papel de Tom en Stampede Wrestling. También Michelle es hermana de la primera esposa de Bret Hart (Julie) y Tom es primo de Davey Boy Smith. Después de divorciarse de Tom en 1991, Michelle se casaría más tarde con otro hombre y tendría dos hijos gemelos, Trey y Trinity Burbank.

### Bisnietos y suegros
- Tobi McIvor tiene tres hijas, Jessica y Amanda Steed, nacidas en 1995 y 1996 respectivamente, e Isabelle, nacida en 2006. Tobi está casada con un hombre llamado Mike McIvor.

- Teddy Hart tiene un hijo, Bradley Annis, con su exnovia Kim, nacido en 2001. Hart también se ha casado con una mujer llamada Fay. Ella ha estado involucrada en su carrera de lucha libre. Annis y su esposa se han divorciado.

- Jade Hart Lambros tiene una hija llamada Kyra Beans (nacida en junio de 2010) con su esposo Steve Lambros.

- Alexandra Sabina Hart tiene un hijo, Grayson Knight Cassidy (nacido el 20 de junio de 2015).

- Dallas Hart tiene una hija llamada Vylet Louise Hart.

- Kristen Culbreth tiene dos hijos con su esposo: Lachlan, (pronunciado Lock-lin) y Maddox Culbreth.

- Natalie Neidhart está casada con el luchador retirado TJ Wilson (aka Tyson Kidd).

- Brooke Hart está casada con Peter Minnema, más conocido por su nombre de ring "Pistol" Pete Wilson.

- Conor Hart está casado con una mujer llamada Inka Foster Hart.

- Brock Patrick Hart está casado con una mujer llamada Melissa Johnson Hart.

- Brit está casada con un hombre llamado Jamie Harling, que trabaja con ella en el restaurante Rouge en Calgary.

- Georgia Smith estaba comprometida con el músico británico Adam Barry, el cantante de la banda Merrymouth.

## Árbol genealógico
|             |             |             |             |              |              |              |              |                           |                           |                           |                           |                              |                              |                              |                              |                              |                              | Stu Hart†      | Stu Hart†      | Stu Hart†      | Stu Hart†      | Stu Hart†      | Stu Hart†      |                |                |             |             |             |             | Helen Smith† | Helen Smith† | Helen Smith†                | Helen Smith†                | Helen Smith†                      | Helen Smith†                      |                                   |                                   |                                   |                                   |                              |                              |                              |                              |                              |                              |             |             |             |             |             |             |             |             |           |           |  |  |  |  |  |  |  |  |  |  |  |  |  |  |  |  |  |  |  |  |  |  |  |  |  |  |  |  |  |  |  |  |  |  |  |  |
|             |             |             |             |              |              |              |              |                           |                           |                           |                           |                              |                              |                              |                              |                              |                              | Stu Hart†      | Stu Hart†      | Stu Hart†      | Stu Hart†      | Stu Hart†      | Stu Hart†      |                |                |             |             |             |             | Helen Smith† | Helen Smith† | Helen Smith†                | Helen Smith†                | Helen Smith†                      | Helen Smith†                      |                                   |                                   |                                   |                                   |                              |                              |                              |                              |                              |                              |             |             |             |             |             |             |             |             |           |           |  |  |  |  |  |  |  |  |  |  |  |  |  |  |  |  |  |  |  |  |  |  |  |  |  |  |  |  |  |  |  |  |  |  |  |  |
|             |             |             |             |              |              |              |              |                           |                           |                           |                           |                              |                              |                              |                              |                              |                              |                |                |                |                |                |                |                |                |             |             |             |             |              |              |                             |                             |                                   |                                   |                                   |                                   |                                   |                                   |                              |                              |                              |                              |                              |                              |             |             |             |             |             |             |             |             |           |           |  |  |  |  |  |  |  |  |  |  |  |  |  |  |  |  |  |  |  |  |  |  |  |  |  |  |  |  |  |  |  |  |  |  |  |  |
|             |             |             |             |              |              |              |              |                           |                           |                           |                           |                              |                              |                              |                              |                              |                              |                |                |                |                |                |                |                |                |             |             |             |             |              |              |                             |                             |                                   |                                   |                                   |                                   |                                   |                                   |                              |                              |                              |                              |                              |                              |             |             |             |             |             |             |             |             |           |           |  |  |  |  |  |  |  |  |  |  |  |  |  |  |  |  |  |  |  |  |  |  |  |  |  |  |  |  |  |  |  |  |  |  |  |  |
|             |             |             |             | Bruce Hart   | Bruce Hart   | Bruce Hart   | Bruce Hart   | Bruce Hart                | Bruce Hart                |                           |                           | Ellie Hart                   | Ellie Hart                   | Ellie Hart                   | Ellie Hart                   | Ellie Hart                   | Ellie Hart                   |                |                | Bret Hart      | Bret Hart      | Bret Hart      | Bret Hart      | Bret Hart      | Bret Hart      |             |             | Dean Hart†  | Dean Hart†  | Dean Hart†   | Dean Hart†   | Dean Hart†                  | Dean Hart†                  |                                   |                                   | Diana Hart                        | Diana Hart                        | Diana Hart                        | Diana Hart                        | Diana Hart                   | Diana Hart                   |                              |                              | Owen Hart†                   | Owen Hart†                   | Owen Hart†  | Owen Hart†  | Owen Hart†  | Owen Hart†  |             |             |             |             |           |           |  |  |  |  |  |  |  |  |  |  |  |  |  |  |  |  |  |  |  |  |  |  |  |  |  |  |  |  |  |  |  |  |  |  |  |  |
|             |             |             |             | Bruce Hart   | Bruce Hart   | Bruce Hart   | Bruce Hart   | Bruce Hart                | Bruce Hart                |                           |                           | Ellie Hart                   | Ellie Hart                   | Ellie Hart                   | Ellie Hart                   | Ellie Hart                   | Ellie Hart                   |                |                | Bret Hart      | Bret Hart      | Bret Hart      | Bret Hart      | Bret Hart      | Bret Hart      |             |             | Dean Hart†  | Dean Hart†  | Dean Hart†   | Dean Hart†   | Dean Hart†                  | Dean Hart†                  |                                   |                                   | Diana Hart                        | Diana Hart                        | Diana Hart                        | Diana Hart                        | Diana Hart                   | Diana Hart                   |                              |                              | Owen Hart†                   | Owen Hart†                   | Owen Hart†  | Owen Hart†  | Owen Hart†  | Owen Hart†  |             |             |             |             |           |           |  |  |  |  |  |  |  |  |  |  |  |  |  |  |  |  |  |  |  |  |  |  |  |  |  |  |  |  |  |  |  |  |  |  |  |  |
|             |             |             |             |              |              |              |              |                           |                           |                           |                           |                              |                              |                              |                              |                              |                              |                |                |                |                |                |                |                |                |             |             |             |             |              |              |                             |                             |                                   |                                   |                                   |                                   |                                   |                                   |                              |                              |                              |                              |                              |                              |             |             |             |             |             |             |             |             |           |           |  |  |  |  |  |  |  |  |  |  |  |  |  |  |  |  |  |  |  |  |  |  |  |  |  |  |  |  |  |  |  |  |  |  |  |  |
|             |             |             |             |              |              |              |              |                           |                           |                           |                           |                              |                              |                              |                              |                              |                              |                |                |                |                |                |                |                |                |             |             |             |             |              |              |                             |                             |                                   |                                   |                                   |                                   |                                   |                                   |                              |                              |                              |                              |                              |                              |             |             |             |             |             |             |             |             |           |           |  |  |  |  |  |  |  |  |  |  |  |  |  |  |  |  |  |  |  |  |  |  |  |  |  |  |  |  |  |  |  |  |  |  |  |  |
|             |             |             |             |              |              |              |              |                           |                           |                           |                           |                              |                              |                              |                              |                              |                              |                |                |                |                |                |                |                |                |             |             |             |             |              |              |                             |                             |                                   |                                   |                                   |                                   |                                   |                                   |                              |                              |                              |                              |                              |                              |             |             |             |             |             |             |             |             |           |           |  |  |  |  |  |  |  |  |  |  |  |  |  |  |  |  |  |  |  |  |  |  |  |  |  |  |  |  |  |  |  |  |  |  |  |  |
|             |             |             |             | Andrea Hart† | Andrea Hart† | Andrea Hart† | Andrea Hart† | Andrea Hart†              | Andrea Hart†              |                           |                           | James Neidhart†              | James Neidhart†              | James Neidhart†              | James Neidhart†              | James Neidhart†              | James Neidhart†              |                |                | Julie Smadu    | Julie Smadu    | Julie Smadu    | Julie Smadu    | Julie Smadu    | Julie Smadu    |             |             |             |             |              |              |                             |                             | David Smith (Davey Boy Smith)†    | David Smith (Davey Boy Smith)†    | David Smith (Davey Boy Smith)†    | David Smith (Davey Boy Smith)†    | David Smith (Davey Boy Smith)†    | David Smith (Davey Boy Smith)†    |                              |                              |                              |                              | Martha Hart                  | Martha Hart                  | Martha Hart | Martha Hart | Martha Hart | Martha Hart |             |             |             |             |           |           |  |  |  |  |  |  |  |  |  |  |  |  |  |  |  |  |  |  |  |  |  |  |  |  |  |  |  |  |  |  |  |  |  |  |  |  |
|             |             |             |             | Andrea Hart† | Andrea Hart† | Andrea Hart† | Andrea Hart† | Andrea Hart†              | Andrea Hart†              |                           |                           | James Neidhart†              | James Neidhart†              | James Neidhart†              | James Neidhart†              | James Neidhart†              | James Neidhart†              |                |                | Julie Smadu    | Julie Smadu    | Julie Smadu    | Julie Smadu    | Julie Smadu    | Julie Smadu    |             |             |             |             |              |              |                             |                             | David Smith (Davey Boy Smith)†    | David Smith (Davey Boy Smith)†    | David Smith (Davey Boy Smith)†    | David Smith (Davey Boy Smith)†    | David Smith (Davey Boy Smith)†    | David Smith (Davey Boy Smith)†    |                              |                              |                              |                              | Martha Hart                  | Martha Hart                  | Martha Hart | Martha Hart | Martha Hart | Martha Hart |             |             |             |             |           |           |  |  |  |  |  |  |  |  |  |  |  |  |  |  |  |  |  |  |  |  |  |  |  |  |  |  |  |  |  |  |  |  |  |  |  |  |
|             |             |             |             |              |              |              |              |                           |                           |                           |                           | Jennifer Neidhart            | Jennifer Neidhart            | Jennifer Neidhart            | Jennifer Neidhart            | Jennifer Neidhart            | Jennifer Neidhart            |                |                | Jade Hart      | Jade Hart      | Jade Hart      | Jade Hart      | Jade Hart      | Jade Hart      |             |             |             |             |              |              |                             |                             | Harry Smith (Davey Boy Smith Jr.) | Harry Smith (Davey Boy Smith Jr.) | Harry Smith (Davey Boy Smith Jr.) | Harry Smith (Davey Boy Smith Jr.) | Harry Smith (Davey Boy Smith Jr.) | Harry Smith (Davey Boy Smith Jr.) |                              |                              |                              |                              | Oje Hart                     | Oje Hart                     | Oje Hart    | Oje Hart    | Oje Hart    | Oje Hart    |             |             |             |             |           |           |  |  |  |  |  |  |  |  |  |  |  |  |  |  |  |  |  |  |  |  |  |  |  |  |  |  |  |  |  |  |  |  |  |  |  |  |
|             |             |             |             |              |              |              |              |                           |                           |                           |                           | Jennifer Neidhart            | Jennifer Neidhart            | Jennifer Neidhart            | Jennifer Neidhart            | Jennifer Neidhart            | Jennifer Neidhart            |                |                | Jade Hart      | Jade Hart      | Jade Hart      | Jade Hart      | Jade Hart      | Jade Hart      |             |             |             |             |              |              |                             |                             | Harry Smith (Davey Boy Smith Jr.) | Harry Smith (Davey Boy Smith Jr.) | Harry Smith (Davey Boy Smith Jr.) | Harry Smith (Davey Boy Smith Jr.) | Harry Smith (Davey Boy Smith Jr.) | Harry Smith (Davey Boy Smith Jr.) |                              |                              |                              |                              | Oje Hart                     | Oje Hart                     | Oje Hart    | Oje Hart    | Oje Hart    | Oje Hart    |             |             |             |             |           |           |  |  |  |  |  |  |  |  |  |  |  |  |  |  |  |  |  |  |  |  |  |  |  |  |  |  |  |  |  |  |  |  |  |  |  |  |
|             |             |             |             |              |              |              |              |                           |                           |                           |                           |                              |                              |                              |                              |                              |                              |                |                |                |                |                |                |                |                |             |             |             |             |              |              |                             |                             |                                   |                                   |                                   |                                   |                                   |                                   |                              |                              |                              |                              |                              |                              |             |             |             |             |             |             |             |             |           |           |  |  |  |  |  |  |  |  |  |  |  |  |  |  |  |  |  |  |  |  |  |  |  |  |  |  |  |  |  |  |  |  |  |  |  |  |
|             |             |             |             |              |              |              |              |                           |                           |                           |                           | Kristen Neidhart             | Kristen Neidhart             | Kristen Neidhart             | Kristen Neidhart             | Kristen Neidhart             | Kristen Neidhart             |                |                | Dallas Hart    | Dallas Hart    | Dallas Hart    | Dallas Hart    | Dallas Hart    | Dallas Hart    |             |             |             |             |              |              |                             |                             | Georgia Smith                     | Georgia Smith                     | Georgia Smith                     | Georgia Smith                     | Georgia Smith                     | Georgia Smith                     |                              |                              |                              |                              | Athena Hart                  | Athena Hart                  | Athena Hart | Athena Hart | Athena Hart | Athena Hart |             |             |             |             |           |           |  |  |  |  |  |  |  |  |  |  |  |  |  |  |  |  |  |  |  |  |  |  |  |  |  |  |  |  |  |  |  |  |  |  |  |  |
|             |             |             |             |              |              |              |              |                           |                           |                           |                           | Kristen Neidhart             | Kristen Neidhart             | Kristen Neidhart             | Kristen Neidhart             | Kristen Neidhart             | Kristen Neidhart             |                |                | Dallas Hart    | Dallas Hart    | Dallas Hart    | Dallas Hart    | Dallas Hart    | Dallas Hart    |             |             |             |             |              |              |                             |                             | Georgia Smith                     | Georgia Smith                     | Georgia Smith                     | Georgia Smith                     | Georgia Smith                     | Georgia Smith                     |                              |                              |                              |                              | Athena Hart                  | Athena Hart                  | Athena Hart | Athena Hart | Athena Hart | Athena Hart |             |             |             |             |           |           |  |  |  |  |  |  |  |  |  |  |  |  |  |  |  |  |  |  |  |  |  |  |  |  |  |  |  |  |  |  |  |  |  |  |  |  |
|             |             |             |             |              |              |              |              |                           |                           |                           |                           |                              |                              |                              |                              |                              |                              |                |                |                |                |                |                |                |                |             |             |             |             |              |              |                             |                             |                                   |                                   |                                   |                                   |                                   |                                   |                              |                              |                              |                              |                              |                              |             |             |             |             |             |             |             |             |           |           |  |  |  |  |  |  |  |  |  |  |  |  |  |  |  |  |  |  |  |  |  |  |  |  |  |  |  |  |  |  |  |  |  |  |  |  |
|             |             |             |             |              |              |              |              |                           |                           |                           |                           | Natalie Neidhart (Natalya)   | Natalie Neidhart (Natalya)   | Natalie Neidhart (Natalya)   | Natalie Neidhart (Natalya)   | Natalie Neidhart (Natalya)   | Natalie Neidhart (Natalya)   |                |                | Alexandra Hart | Alexandra Hart | Alexandra Hart | Alexandra Hart | Alexandra Hart | Alexandra Hart |             |             |             |             |              |              |                             |                             |                                   |                                   |                                   |                                   |                                   |                                   |                              |                              |                              |                              |                              |                              |             |             |             |             |             |             |             |             |           |           |  |  |  |  |  |  |  |  |  |  |  |  |  |  |  |  |  |  |  |  |  |  |  |  |  |  |  |  |  |  |  |  |  |  |  |  |
|             |             |             |             |              |              |              |              |                           |                           |                           |                           | Natalie Neidhart (Natalya)   | Natalie Neidhart (Natalya)   | Natalie Neidhart (Natalya)   | Natalie Neidhart (Natalya)   | Natalie Neidhart (Natalya)   | Natalie Neidhart (Natalya)   |                |                | Alexandra Hart | Alexandra Hart | Alexandra Hart | Alexandra Hart | Alexandra Hart | Alexandra Hart |             |             |             |             |              |              |                             |                             |                                   |                                   |                                   |                                   |                                   |                                   |                              |                              |                              |                              |                              |                              |             |             |             |             |             |             |             |             |           |           |  |  |  |  |  |  |  |  |  |  |  |  |  |  |  |  |  |  |  |  |  |  |  |  |  |  |  |  |  |  |  |  |  |  |  |  |
|             |             |             |             |              |              |              |              |                           |                           |                           |                           |                              |                              |                              |                              |                              |                              |                |                |                |                |                |                |                |                |             |             |             |             |              |              |                             |                             |                                   |                                   |                                   |                                   |                                   |                                   |                              |                              |                              |                              |                              |                              |             |             |             |             |             |             |             |             |           |           |  |  |  |  |  |  |  |  |  |  |  |  |  |  |  |  |  |  |  |  |  |  |  |  |  |  |  |  |  |  |  |  |  |  |  |  |
|             |             |             |             |              |              |              |              |                           |                           |                           |                           | Theodore Wilson (Tyson Kidd) | Theodore Wilson (Tyson Kidd) | Theodore Wilson (Tyson Kidd) | Theodore Wilson (Tyson Kidd) | Theodore Wilson (Tyson Kidd) | Theodore Wilson (Tyson Kidd) |                |                | Blade Hart     | Blade Hart     | Blade Hart     | Blade Hart     | Blade Hart     | Blade Hart     |             |             |             |             |              |              |                             |                             |                                   |                                   |                                   |                                   |                                   |                                   |                              |                              |                              |                              |                              |                              |             |             |             |             |             |             |             |             |           |           |  |  |  |  |  |  |  |  |  |  |  |  |  |  |  |  |  |  |  |  |  |  |  |  |  |  |  |  |  |  |  |  |  |  |  |  |
|             |             |             |             |              |              |              |              |                           |                           |                           |                           | Theodore Wilson (Tyson Kidd) | Theodore Wilson (Tyson Kidd) | Theodore Wilson (Tyson Kidd) | Theodore Wilson (Tyson Kidd) | Theodore Wilson (Tyson Kidd) | Theodore Wilson (Tyson Kidd) |                |                | Blade Hart     | Blade Hart     | Blade Hart     | Blade Hart     | Blade Hart     | Blade Hart     |             |             |             |             |              |              |                             |                             |                                   |                                   |                                   |                                   |                                   |                                   |                              |                              |                              |                              |                              |                              |             |             |             |             |             |             |             |             |           |           |  |  |  |  |  |  |  |  |  |  |  |  |  |  |  |  |  |  |  |  |  |  |  |  |  |  |  |  |  |  |  |  |  |  |  |  |
|             |             |             |             |              |              |              |              |                           |                           |                           |                           |                              |                              |                              |                              |                              |                              |                |                |                |                |                |                |                |                |             |             |             |             |              |              |                             |                             |                                   |                                   |                                   |                                   |                                   |                                   |                              |                              |                              |                              |                              |                              |             |             |             |             |             |             |             |             |           |           |  |  |  |  |  |  |  |  |  |  |  |  |  |  |  |  |  |  |  |  |  |  |  |  |  |  |  |  |  |  |  |  |  |  |  |  |
|             |             |             |             |              |              |              |              |                           |                           |                           |                           |                              |                              |                              |                              |                              |                              |                |                |                |                |                |                |                |                |             |             |             |             |              |              |                             |                             |                                   |                                   |                                   |                                   |                                   |                                   |                              |                              |                              |                              |                              |                              |             |             |             |             |             |             |             |             |           |           |  |  |  |  |  |  |  |  |  |  |  |  |  |  |  |  |  |  |  |  |  |  |  |  |  |  |  |  |  |  |  |  |  |  |  |  |
| Smith Hart† | Smith Hart† | Smith Hart† | Smith Hart† | Smith Hart†  | Smith Hart†  |              |              | Keith Hart                | Keith Hart                | Keith Hart                | Keith Hart                | Keith Hart                   | Keith Hart                   |                              |                              |                              |                              |                |                |                |                | Wayne Hart     | Wayne Hart     | Wayne Hart     | Wayne Hart     | Wayne Hart  | Wayne Hart  |             |             |              |              | Georgia Hart                | Georgia Hart                | Georgia Hart                      | Georgia Hart                      | Georgia Hart                      | Georgia Hart                      |                                   |                                   | Alison Hart                  | Alison Hart                  | Alison Hart                  | Alison Hart                  | Alison Hart                  | Alison Hart                  |             |             |             |             | Ross Hart   | Ross Hart   | Ross Hart   | Ross Hart   | Ross Hart | Ross Hart |  |  |  |  |  |  |  |  |  |  |  |  |  |  |  |  |  |  |  |  |  |  |  |  |  |  |  |  |  |  |  |  |  |  |  |  |
| Smith Hart† | Smith Hart† | Smith Hart† | Smith Hart† | Smith Hart†  | Smith Hart†  |              |              | Keith Hart                | Keith Hart                | Keith Hart                | Keith Hart                | Keith Hart                   | Keith Hart                   |                              |                              |                              |                              |                |                |                |                | Wayne Hart     | Wayne Hart     | Wayne Hart     | Wayne Hart     | Wayne Hart  | Wayne Hart  |             |             |              |              | Georgia Hart                | Georgia Hart                | Georgia Hart                      | Georgia Hart                      | Georgia Hart                      | Georgia Hart                      |                                   |                                   | Alison Hart                  | Alison Hart                  | Alison Hart                  | Alison Hart                  | Alison Hart                  | Alison Hart                  |             |             |             |             | Ross Hart   | Ross Hart   | Ross Hart   | Ross Hart   | Ross Hart | Ross Hart |  |  |  |  |  |  |  |  |  |  |  |  |  |  |  |  |  |  |  |  |  |  |  |  |  |  |  |  |  |  |  |  |  |  |  |  |
|             |             |             |             |              |              |              |              |                           |                           |                           |                           |                              |                              |                              |                              |                              |                              |                |                |                |                |                |                |                |                |             |             |             |             |              |              |                             |                             |                                   |                                   |                                   |                                   |                                   |                                   |                              |                              |                              |                              |                              |                              |             |             |             |             |             |             |             |             |           |           |  |  |  |  |  |  |  |  |  |  |  |  |  |  |  |  |  |  |  |  |  |  |  |  |  |  |  |  |  |  |  |  |  |  |  |  |
|             |             |             |             |              |              |              |              |                           |                           |                           |                           |                              |                              |                              |                              |                              |                              |                |                |                |                |                |                |                |                |             |             |             |             |              |              | Bradley Annis (B. J. Annis) | Bradley Annis (B. J. Annis) | Bradley Annis (B. J. Annis)       | Bradley Annis (B. J. Annis)       | Bradley Annis (B. J. Annis)       | Bradley Annis (B. J. Annis)       |                                   |                                   | Benjamin Bassarab (Divorced) | Benjamin Bassarab (Divorced) | Benjamin Bassarab (Divorced) | Benjamin Bassarab (Divorced) | Benjamin Bassarab (Divorced) | Benjamin Bassarab (Divorced) |             |             |             |             |             |             |             |             |           |           |  |  |  |  |  |  |  |  |  |  |  |  |  |  |  |  |  |  |  |  |  |  |  |  |  |  |  |  |  |  |  |  |  |  |  |  |
|             |             |             |             |              |              |              |              |                           |                           |                           |                           |                              |                              |                              |                              |                              |                              |                |                |                |                |                |                |                |                |             |             |             |             |              |              | Bradley Annis (B. J. Annis) | Bradley Annis (B. J. Annis) | Bradley Annis (B. J. Annis)       | Bradley Annis (B. J. Annis)       | Bradley Annis (B. J. Annis)       | Bradley Annis (B. J. Annis)       |                                   |                                   | Benjamin Bassarab (Divorced) | Benjamin Bassarab (Divorced) | Benjamin Bassarab (Divorced) | Benjamin Bassarab (Divorced) | Benjamin Bassarab (Divorced) | Benjamin Bassarab (Divorced) |             |             |             |             |             |             |             |             |           |           |  |  |  |  |  |  |  |  |  |  |  |  |  |  |  |  |  |  |  |  |  |  |  |  |  |  |  |  |  |  |  |  |  |  |  |  |
|             |             |             |             |              |              |              |              |                           |                           |                           |                           |                              |                              |                              |                              |                              |                              |                |                |                |                |                |                |                |                |             |             |             |             |              |              |                             |                             |                                   |                                   |                                   |                                   |                                   |                                   |                              |                              |                              |                              |                              |                              |             |             |             |             |             |             |             |             |           |           |  |  |  |  |  |  |  |  |  |  |  |  |  |  |  |  |  |  |  |  |  |  |  |  |  |  |  |  |  |  |  |  |  |  |  |  |
|             |             |             |             |              |              |              |              | Edward Annis (Teddy Hart) | Edward Annis (Teddy Hart) | Edward Annis (Teddy Hart) | Edward Annis (Teddy Hart) | Edward Annis (Teddy Hart)    | Edward Annis (Teddy Hart)    |                              |                              | Matthew Annis†               | Matthew Annis†               | Matthew Annis† | Matthew Annis† | Matthew Annis† | Matthew Annis† |                |                | Annie Annis    | Annie Annis    | Annie Annis | Annie Annis | Annie Annis | Annie Annis |              |              | Angela Annis                | Angela Annis                | Angela Annis                      | Angela Annis                      | Angela Annis                      | Angela Annis                      |                                   |                                   | Lindsay Hart                 | Lindsay Hart                 | Lindsay Hart                 | Lindsay Hart                 | Lindsay Hart                 | Lindsay Hart                 |             |             | Brooke Hart | Brooke Hart | Brooke Hart | Brooke Hart | Brooke Hart | Brooke Hart |           |           |  |  |  |  |  |  |  |  |  |  |  |  |  |  |  |  |  |  |  |  |  |  |  |  |  |  |  |  |  |  |  |  |  |  |  |  |
|             |             |             |             |              |              |              |              | Edward Annis (Teddy Hart) | Edward Annis (Teddy Hart) | Edward Annis (Teddy Hart) | Edward Annis (Teddy Hart) | Edward Annis (Teddy Hart)    | Edward Annis (Teddy Hart)    |                              |                              | Matthew Annis†               | Matthew Annis†               | Matthew Annis† | Matthew Annis† | Matthew Annis† | Matthew Annis† |                |                | Annie Annis    | Annie Annis    | Annie Annis | Annie Annis | Annie Annis | Annie Annis |              |              | Angela Annis                | Angela Annis                | Angela Annis                      | Angela Annis                      | Angela Annis                      | Angela Annis                      |                                   |                                   | Lindsay Hart                 | Lindsay Hart                 | Lindsay Hart                 | Lindsay Hart                 | Lindsay Hart                 | Lindsay Hart                 |             |             | Brooke Hart | Brooke Hart | Brooke Hart | Brooke Hart | Brooke Hart | Brooke Hart |           |           |  |  |  |  |  |  |  |  |  |  |  |  |  |  |  |  |  |  |  |  |  |  |  |  |  |  |  |  |  |  |  |  |  |  |  |  |
|             |             |             |             |              |              |              |              | Bradley Annis             |                           |                           |                           |                              |                              |                              |                              |                              |                              |                |                |                |                |                |                |                |                |             |             |             |             |              |              |                             |                             |                                   |                                   |                                   |                                   |                                   |                                   |                              |                              |                              |                              |                              |                              |             |             |             |             |             |             |             |             |           |           |  |  |  |  |  |  |  |  |  |  |  |  |  |  |  |  |  |  |  |  |  |  |  |  |  |  |  |  |  |  |  |  |  |  |  |  |

## Campeonatos y logros

### WWF/E
- WWE Championship (5 reinados)
  - Bret Hart
- WWE Intercontinental Championship (5 reinados)
  - Bret (2 veces)
  - Owen (2 veces)
  - Davey Boy (1 vez)
- WWE United States Championship (1 reinado) 
  - Bret Hart
- WWE European Championship (3 reinados)
  - Davey Boy (2 veces)
  - Owen (1 vez)
- WWE Hardcore Championship (2 reinados)
  - Davey Boy Smith
- WWE Divas Championship (1 reinado)
  - Natalya
- SmackDown Women's Championship (1 reinado)
  - Natalya
- WWE World Tag Team Championship (5 reinados en parejas)
  - Bret (2 veces) - Ambos reinados con Jim Neidhart
  - Jim (2 veces) - Ambos reinados con Bret Hart
  - Davey Boy (2 veces) - Su primer reinado formando equipo con Dynamite Kid y su segundo reinado formando equipo con Owen Hart
  - Owen (1 vez)
  - Dynamite Kid (1 vez)
  - Davey Boy Jr./Harry Smith (1 vez) - Reinado con Kidd como Unified WWE Tag Team Championship
  - Tyson Kidd (1 vez) - Reinado con David Hart como Unified WWE Tag Team Championship
- WWE Tag Team Championship (1 reinado en parejas)
  - Davey Boy Jr./Harry Smith (1 vez) - Reinado como Unified WWE Tag Team Championship
  - Tyson Kidd (1 vez) - Reinado como Unified WWE Tag Team Championship
- Royal Rumble Winner
  - Bret Hart (1994)
- King of the Ring Winner
  - Owen Hart (1994)
- Triple Crown Championship
  - Bret Hart (segundo)

### WCW
- WCW World Heavyweight Championship (2 reinados)
  - Bret Hart
- WCW United States Championship (4 reinados)
  - Bret Hart
- Triple Crown Championship
  - Bret Hart (quinto)

### MLW
- MLW World Middleweight Championship (1 reinado)
  - Teddy Hart (1 vez)

- MLW World Tag Team Championship (1 reinado en parejas) 
  - Teddy (1 vez) - Reinado único con David Hart
  - Davey Boy Jr./Harry Smith (1 vez) - Reinado único con Teddy

### NJPW
- IWGP Junior Heavyweight Championship (1 reinado) 
  - Owen Hart (1 vez)

### WWC
- WWC Caribbean Tag Team Championship (1 reinado en parejas)
  - Bret (1 vez) - Reinado único con Smith
  - Smith Hart (1 vez) - Reinado único con Bret